# Sorbus sujoyi
Sorbus sujoyi är en rosväxtart som beskrevs av Ghora. Sorbus sujoyi ingår i släktet oxlar, och familjen rosväxter. Inga underarter finns listade i Catalogue of Life.